# Гійон-Терр-Плен
Гійон-Терр-Плен (фр. Guillon-Terre-Plaine) — муніципалітет у Франції, у регіоні Бургундія-Франш-Конте, департамент Йонна. Гійон-Терр-Плен утворено 1 січня 2019 року шляхом злиття муніципалітетів Сізері, Гійон, Со, Тревіллі i Вінь. Адміністративним центром муніципалітету є Гійон. Населення — 724 особи (01.01.2021).